# Clarence Goyeram
Clarence Goyeram (Solna, 21 de diciembre de 1990) es un deportista sueco que compitió en boxeo. Ganó una medalla de bronce en el Campeonato Europeo de Boxeo Aficionado de 2015, en el peso wélter.
En octubre de 2004 disputó su primera pelea como profesional. En su carrera profesional tuvo en total 4 combates, con un registro de 4 victorias y 0 derrotas.

## Palmarés internacional
| Campeonato Europeo | Campeonato Europeo | Campeonato Europeo | Campeonato Europeo |
| Año                | Lugar              | Medalla            | Categoría          |
| ------------------ | ------------------ | ------------------ | ------------------ |
| 2015               | Samokov (Bulgaria) | Medalla de bronce  | 69 kg              |